# Zeuctoboarmia corolla
Zeuctoboarmia corolla är en fjärilsart som beskrevs av Claude Herbulot 1981. Zeuctoboarmia corolla ingår i släktet Zeuctoboarmia och familjen mätare. Inga underarter finns listade i Catalogue of Life.